# Qiyuan A07

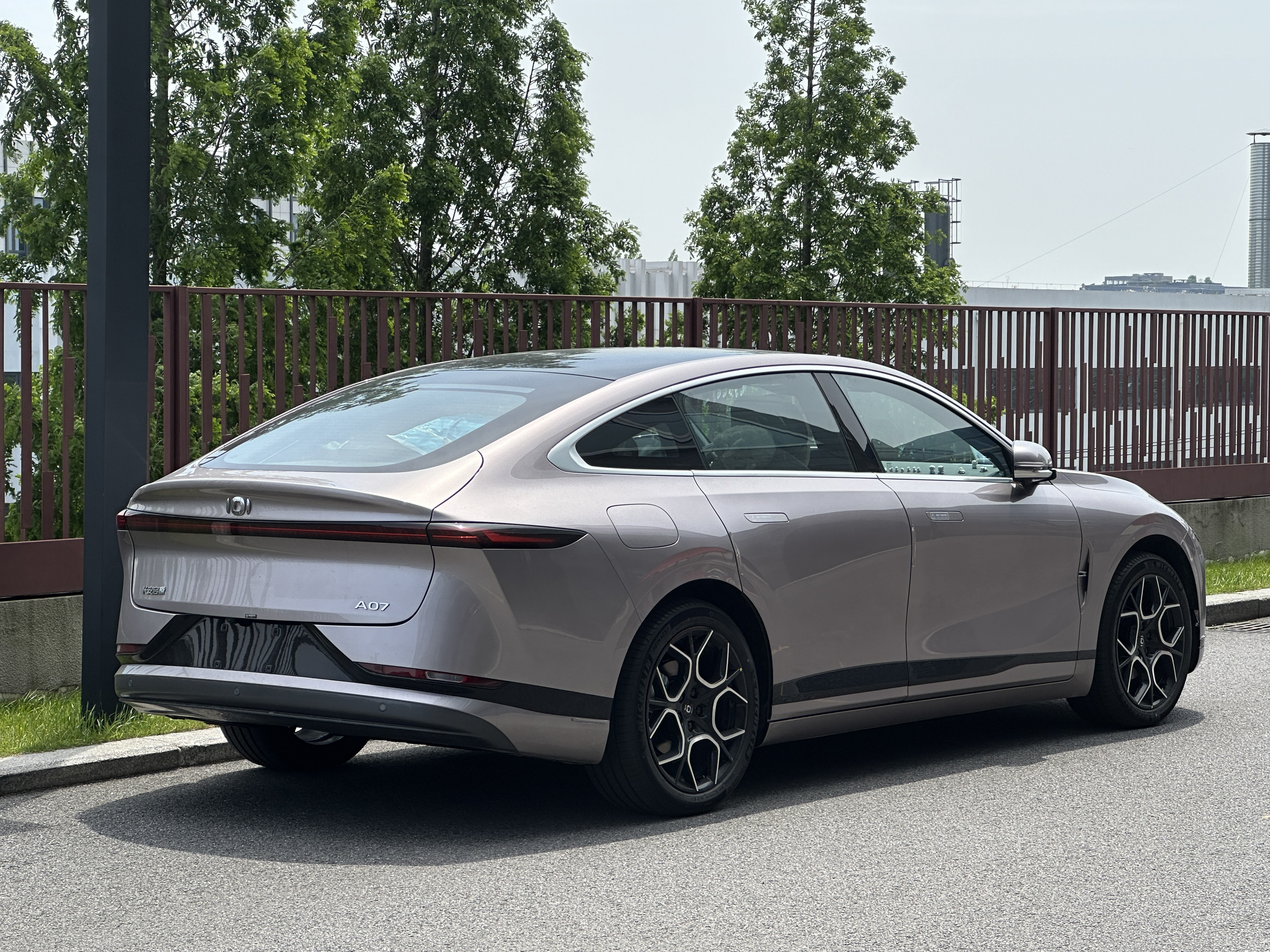
Вид сзади

Qiyuan A07 — серия гибридных автомобилей и электромобилей, выпускающихся подразделением Qiyuan компании Changan c 2023 года.

## Описание
Qiyuan A07 дебютировал в середине 2023 года в роли первой модели под брендом Qiyuan. Автомобиль разделяет платформу EPA1 совместно с Deepal SL03, отличающимся футуристическим дизайном, в котором преобладают узкие полосы света спереди и сзади, а также пологая линия крыши в стиле фастбэка.
Салон выполнен в цифровой минималистской эстетике с высокой долей контрастного цвета, отличаясь двухспицевым рулевым колесом и большим центральным сенсорным экраном с диагональю 15,4 дюйма, позволяющим управлять не только мультимодальной системой, но и климатизацией, а также индикацией спидометра и бортового компьютера. На приборной панели установлен дисплей HUD.

## Продажи
Qiyuan A07 был запущен в производство в июле 2023 года, а продажи начались уже в сентябре 2023 года. Автомобиль был создан исключительно для внутреннего рынка Китая, где стоимость базовой комплектации оценена в 158000 юаней, а топовой — в 180000 юаней.

## Технические характеристики
Qiyuan A07 оснащён двумя электродвигателями мощностью, соответственно, 218 и 258 л. с. Двигатели питаются от аккумуляторов ёмкостью 58 кВт⋅ч с запасом хода 515 км по циклу CLTC и 80 кВт⋅ч с запасом хода около 710 км по циклу CLTC. Также существует гибридный вариант с 1,5-литровым ДВС, который позволяет расширить диапазон в смешанном режиме.